# Hans Ekelund (läkare)
Nils Hans Axel Ekelund, född 27 april 1927 i Helsingborg, död 1 juli 2016, var en svensk läkare.
Ekelund, som var son till läkaren Nils Ekelund och Brita von Engeström, avlade studentexamen 1945, blev medicine kandidat vid Uppsala universitet 1948, medicine licentiat vid Göteborgs universitet 1955 och medicine doktor och docent vid Lunds universitet 1972. Han innehade olika läkarförordnanden 1950–1955, var underläkare och vikarierande överläkare vid barnavdelningen på Gällivare lasarett 1955–1956, vikarierande förste underläkare vid barnkliniken på Akademiska sjukhuset 1956–1957, extra läkare på Uppsala epidemisjukhus 1958–1959, underläkare och vikarierande biträdande överläkare vid barnkliniken på Akademiska sjukhuset 1959–1961, biträdande överläkare vid medicinska barnkliniken på Sundsvalls lasarett 1962, på Malmö allmänna sjukhus 1963 och på Halmstads lasarett sedan 1974. Han var läkare i svenska Labrandaexpeditionen i Turkiet 1953. Han var förste kurator i Stockholms nation i Uppsala 1953–1954. Han författade skrifter i pediatrik.